# Ålstjärnen
Ålstjärnen är en sjö i Skellefteå kommun i Västerbotten och ingår i Skellefteälvens huvudavrinningsområde. Sjön har en area på 0,241 kvadratkilometer och ligger 336,1 meter över havet.

## Delavrinningsområde
Ålstjärnen ingår i det delavrinningsområde (723946-168791) som SMHI kallar för Mynnar i Skidträskån. Medelhöjden är 350 meter över havet och ytan är 12,46 kvadratkilometer. Det finns inga avrinningsområden uppströms utan avrinningsområdet är högsta punkten. Stenträskbäcken som avvattnar avrinningsområdet har biflödesordning 4, vilket innebär att vattnet flödar genom totalt 4 vattendrag innan det når havet efter 121 kilometer. Avrinningsområdet består mestadels av skog (65 procent) och sankmarker (25 procent). Avrinningsområdet har 0,9 kvadratkilometer vattenytor vilket ger det en sjöprocent på 7,2 procent.